# Алесандрия
Алеса̀ндрия (на италиански: Alessandria, на пиемонтски: Lissandria) е град и община в регион Пиемонт, Северна Италия, и столица на провинция Алесандрия. Към 1 януари 2023 г. има население от 91 323 души, от които 13 817 души са чужди граждани.
Това е най-голямата община по площ в региона и третата по население. Намира се в центъра на индустриалния триъгълник Торино – Милано – Генуа и представлява важен център за обмен. Дом е на Университет „Амедео Авогадро“ на Източен Пиемонт – триполюсна структура, споделена с Верчели и Новара. Освен това е основен железопътен център.
В града са родени известните филцови шапки Борсалино.

## География, административно деление и население
Александрия се издига на 95 м над морското равнище в алувиалната равнина, образувана от реките Танаро и Бормида, близо до мястото на тяхното сливане.
Благодарение на позицията си в центъра на индустриалния триъгълник Торино - Генуа - Милано градът представлява важен магистрален и железопътен възел с начална разпределителна гара, разположена в югозападната част на пътническата гара. Обслужва се от магистрала A21 и магистрала A26. Това е град, характеризиращ се с дълги и широки многолентови алеи и големи, просторни площади.
Граничи със следните 15 общини: Пиетра Мараци, Монтекастело, Кастелацо Бормида, Кастелето Монферато, Солеро, Печето ди Валенца, Фругароло, Сан Салваторе Монферато, Боско Меренго, Куарниенто, Валенца, Овильо, Алувиони Пиовера, Сале и Тортона.
Градът е разделен на пет териториални подразделения (на итал. circoscrizioni)ː Център, Алесандрия Юг, Алесандрия Север, Европиста, Фраскета. Те са разделени на 9 квартала и 14 подселища (на итал. frazioni)ː
- Алесандрия Северː подселища Сан Микеле (Астути и Джерлоти), Валмадона, Вале Сан Бартоломео и квартали Борго Читадела, Орти,  Галимберти (и Борсалино де факто).
- Центърː квартал „Чентро“ (Борго Роверето, Маренго, Бергольо,  Гамондио)
- Еуропистаː квартали Европа и Писта
- Алесандрия Югː квартали Кристо, Норберто Роза, Кабанете, подселища Казалбаляно, Канталупо, Вила дел Форо
- Фраскетаː подселища Спинета Маренго, Кастелчериоло, Лоби, Сан Джулиано Нуово, Сан Джулиано Векио, Мандронье, Лита Пароди,  Кашинагроса.

Намира се на 59 км от Генуа и на 77 км от Милано и от Торино.
Към 1 януари 2023 г. населението на общината  91 323 души, от които 13 817 чужди граждани, сред които преобладават тези на Румъния (3351 души) и на Албания (3139 души). В града живеят 71 български граждани.

## Топоним
Първоначално е наречена Civitas Nova, към което се добавя определителното име Alexandria през 1170 г. в чест на папа Александър III – силен поддръжник на свободите на комуните и на Ломбардската лига срещу Свещената Римска империя. След това гибелините и император Фридрих I Барбароса я наричат „Цезария“ – „имперски град“. Известна и с името на най-старото си селище Роверето, което се отнася до Roberetum – „място, засадено с дъбове“. Настоящото ѝ име е установено от XII век като Alexandria и с варианти “Alixandria” и “Allexandria”.

## История

### Древни времена
Произходът на Алесандрия изглежда е от Неолита.   
Преди римското завоевание територията на територията е обитавана от стателатите – народ, принадлежащ към лигурийската група. Към края на III век пр. н. е. настъпват римското завладяване на Цизалпийска Галия и последващата романизация на лигурското население. През 42 г. пр.н.е. провинция Цизалпийска Галия е премахната и интегрирана в Римска Италия. От периода 31 – 284 г. пр. н. е. датират селищата Роверето (на десния бряг на река Танаро) и Бергольо (на левия бряг, срещу Роверето).  
След падането на Римската империя и последвалото Остготско кралство, по време на лангобардската епоха територията е реорганизирана в синьории, включително тази на Маренго; на това място през VIII век е построена Кулата на Теодолинда.

### Средновековие

#### Основаване
Контролът над Италия през 774 г. преминава от лангобардите към Франкското кралство. От този период вероятно датира раждането на двора на Роверето, който има централна роля в раждането на Алесандрия. През 962 г. германският крал Ото I Саксонски завладява Кралство Италия и създава Свещената Римска империя. Италианските градове обаче поддържат голяма автономия и са принудени да плащат данъци на императора само когато той пътува до Италия. Фридрих Барбароса решава, че ситуацията трябва да се промени, така че той установява диетата на Ронкаля и през 1162 г. унищожава Милано – най-важната комуна по това време. Тогава другите комуни решават да се обединят, за да се борят срещу императора, за да запазят своята автономия, за което създават Ломбардската лига. За да привлече Барбароса в Италия, Лигата решава да създаде нова civitas – акт, който е изключително имперска привилегия. Градът, известен просто като Civitas Nova, е основан на територията на Роверето, както понеже е близо до земите на маркграфа на Монферат – верен съюзник на империята, така и понеже, разположен между реките Танаро и Бормида, се радва на лесно защитима позиция. Заселен е с помощта на близките селища и е укрепен със средствата на Комуна Генуа. На 3 май 1168 г. (датата на официалното основаване на Алседанрия) тримата консули на Цивитас Нова подписват своето членство в Ломбардската лига близо до Лоди. Две години по-късно градът е предложен на папа Александър III, който се съгласява да го направи свое феодално владение и по този начин да легитимира борбата на комуните срещу Империята. След това името на града е променено на „Алесандрия“, за да се изясни принадлежността му към Папската държава.
Провокацията на комуните има желания ефект: императорът пристига в Италия през 1174 г. и на 29 октомври, след като унищожава Суза и получава предаването на Асти, той обсажда Алесандрия. Над всички очаквания александрийците устояват на атаките през цялата зима. На 12 април императорът се отказва от обсадата, тъй като армията на Лигата се придвижва да защитава Александрия. Армиите се срещат близо до Монтебело, но вместо да се бият, те преустановяват военните действия, за да договорят мир. Провалът на преговорите води до добре известната битка при Леняно (29 май 1176 г.), която представлява ясно поражение за Фридрих Барбароса. Въпреки това по време на мира в Констанц (25 юни 1183 г.) контролът върху Александрия преминава директно към императора и градът е преименуван на Цезарея (Кайзерщад).

#### Свободна комуна
Градът е предоставен като владение на Бонифаций Монфератски през 1193 г. Няколко години по-късно обаче гражданите му се разбунтуват срещу императорската власт, изоставяйки името Цезарея и сключвайки съюз с близките Асти и Верчели, но спорът е разрешен от арбитража на комуни Милано и Пиаченца. След това започва период на примирие за Алесандрия и Маркграфство Монферат, характеризиращ се с безброй дипломатически спорове и спорадични съюзи. Съюзници на Верчели, александрийците участват в битката при Казей Джерола на 2 октомври 1213 г. и в унищожаването на Казале Монферато през 1215 г.: по този повод александрийските войници изваждат телата на светците Евазий, Натал и Проет и две месингови статуи от катедралата в Казале, изобразяваща петел и ангел, които поставят на върховете на своята катедрала. Сблъсъците с Монферат се подновяват през 1228 г., когато Бонифаций II се съюзява с Асти и води война срещу Алесандрия. Намесата на Втората ломбардска лига, която обсажда Момбаруцо, убеждава маркиза да се предаде.
През втората половина на XIII век политическият баланс на Пиемонт се променя поради експанзионистичните цели на Анжуйската династия. Затова Алесандрия, заедно с много други комуни, решават да назначат Вилхелм VII Монфератски за капитан на града. През 1291 г. обаче гражданите на Асти, също подчинени на на него, обещават на александрийците 85 000 златни флорина в замяна на залавянето на маркиза. Примамен в града под претекст, Вилхелм VII е хвърлен в затвора и умира от глад няколко месеца по-късно. Синът му Джовани I води война срещу Асти и го покорява, но умира без наследници през 1303 г. Шарл II Анжуйски се възползва от това, за да окупира всички градове на юг от река Танаро, създавайки Графство Пиемонт.
През 1345 г., след битката при Гаменарио (22 април), армията на Монферат и тази на Комуна Милано разделят анжуйските земи помежду си. Така Алесандрия попада под закрилата на Лукино Висконти. Победата в битката при Алесандрия на 25 юли 1391 г. позволява на Джан Галеацо Висконти да обедини териториите си в Миланското херцогство. Централизирането на властта в ръцете на херцога обаче тласка гражданите на Алесандрия да се надигнат през 1403 г. Бунтът е потушен от кондотиера от Казале Монферато Фачино Кане, който се възползва от него, за да върне на Казале телата на светците, откраднати два века по-рано. Кане, който мечтае да създаде своя собствена държава, сам е назначен за господар на Алесандрия, но със смъртта му през 1412 г. градът се връща в пълно владение на Висконти. През 1417 г. Филипо Мария Висконти, за да сложи край на борбите между фракциите на гвелфите и гибелините, създава партията на Херцогския дом, като приветства благороднически семейства от двете фракции и им предоставя общ герб и площад, на който да се срещат.
През 1447 г. династията Висконти изчезва и на 14 август гражданите на Милано провъзгласяват Амвросианската република. Шарл дьо Валоа, херцог на Орлеан и господар на Асти, предявява права на херцогството и следователно започва нахлуването в миланските земи, като разграбва и унищожава замъците Аноне и Фелицано. Александрийците, водени от Бартоломео Колеони, прекъсват обсадата на Боско Маренго и побеждават народа на Асти, слагайки край на претенциите на Орлеанците.

### Модерна епоха
Контадо Алесандрия остава за постоянно в миланските земи и следва съдбата им: първо Сфорца възстановяват Миланското херцогство, което след това е окупирано няколко пъти от французите, виновни за разграбването на града през септември 1527 г., и накрая то става испанска провинция. С подчинение първо на Милано и след това на Испания, Алесандрия губи автономията, която я характеризира от основаването ѝ, но спечелената стабилност ѝ позволява да се развие и да се превърне във важен търговски център между Генуа и Ломбардия. Мостът над река Танаро, чиято конструкция започва през 1455 г. от Франческо Сфорца, е оборудван с нова настилка и покрив през XVII век.
Градът също е засегнат от Френско-испанската война: френската армия, водена от Арман дьо Бурбон-Конти, и тази от Модена, водена от Франческо I д’Есте, обсаждат града през 1657 г., но не успяват да я подчинят и Алесандрия остава испанска.
През 1707 г., по време на Войната за испанското наследство, Александрия е окупирана от императорската армия, командвана от принц Евгений Савойски-Каринян. В края на конфликта Договорът от Утрехт (март - април 1713 г.) постановява анексирането на града към Савойското херцогство. Стратегическата позиция на града, граничещ с ломбардските провинции в ръцете на Австрия, кара Виктор Амадей II да го укрепи военно, като построи внушителната цитадела във формата на звезда, която заема мястото на Бергольо. Поражението в битката при Басиняна на 27 септември 1745 г. и последвалата френска обсада на новата цитадела изглежда подпечатват съдбата на Савоя във Войната за австрийското наследство, но ситуацията се обръща от последвалата битка при Пиаченца на 16 юни 1746 г.
В новия политически климат, създаден след Утрехтския мирен договор, Александрия намира нови идеи и нови стимули за социалния живот на града. В този контекст маркиз дон Филипо Гуаско Галарати ди Солерио решава да включи малък обществен театър в своя дворец „Гуаско“. Така се ражда първият градски театър. На 27 март 1729 г. кралят на Сардиния Виктор Амадей II Савойски предава кралските патенти за откриването и управлението на неговия театър на маркиз Гуаско.
Общинският театър (Teatro municipale) е построен в кметството на града, т. нар. Червен дворец. Все още може да се види фоайето на театъра, където се помещава Службата за връзки с обществеността. Кралските патенти и привилегии, характерни за Театър „Гуаско“, са прехвърлени на Общинския театър. Полагането на първия камък е на 6 септември 1772 г., а три години по-късно архитектът Джузепе Казели предава ключовете на новия театър на града. Вечерта на 17 октомври 1775 г. за първи път се вдига завесата на Общинската зала. 

### Съвременна епоха

#### Наполеонов период
Първата италианска кампания, поради експанзионистичните цели на революционна Франция, предизвика френската окупация на цитаделата. Руската армия, член на Втората коалиция и командвана от Александър Суворов, изгонва французите през 1799 г. С френската победа във Втората италианска кампания през 1800 г., завършена с битката при Маренго (14 юни), водена на територията на Александрия, цялото Савойско херцогство попада под френска окупация. Официалното анексиране към Франция е през 1802 г., и Алесандрия става столица на Департамент Маренго. Наполеон решава да извърши големи архитектурни ремонти на града: цитаделата е разширена и укрепена, а древната готическа катедрала е разрушена в полза на нова в неокласически стил. Месинговото петле, откраднато от Казале Монферато, е преместено в сградата на кметството, докато фигурата на ангел изчезна. Впоследствие, през 1814 г., градът е завладян от австрийците и на 30 май, след Парижкия договор, става част от Савойското херцогство.

#### Рисорджименто
Пиемонтското въстание от март 1821 г., включено в контекста на въстанията от 1820-1821 г., започва от Алесандрия: бунтовниците, водени от Санторе ди Сантароса, поемат контрола над цитаделата и провъзгласяват конституцията, като за първи път издигат трицветно знаме в историята на Рисорджименто (не е ясно дали зелено, бяло и червено или други цветове). Бунтът, който се проваля, подтиква Карл Феликс Савойски да се поддаде на натиска на Австрийската империя, която вече е предложила на краля на Сардиния превантивна окупация на цитаделата, за да се бори с евентуално въстание, целящо да премести западната граница на империята в Александрия. Цитаделата е под чужда окупация в продължение на две години. Андреа Вокиери и петима войници, участвали във въстанието, по-късно (юни 1833 г.) са застреляни. 
През 1847 г. градът е включен в Сардинското кралство. Австрийската победа в Първата италианска война за независимост води до примирието във Виняле (24 март 1849 г.), с което Австрия получава за втори път разрешение да окупира цитаделата. Този път обаче за няколко месеца, благодарение на натиска на Франция и Англия, които смятат наложените условия за твърде тежки. Освен това по време на войната правителството на Сардиния, което се страхува от австрийско настъпление, решава да премахне покритието на моста, за да улесни евентуалното му разрушаване. През октомври 1859 г. е избрана за една от първите четири провинции на Пиемонт. През 1861 г. Сардинското кралство става Кралство Италия.
В началото на XX век започва разрушаването на градските стени, което е завършено през 60-те години.

#### Италианска Александрия
Раждането на железниците и увеличаването на търговията в Северна Италия в края на XIX век превръщат Алесандрия в една от централните точки за италианския пазар. Поради позицията си между Торино, Милано и Генуа градът претърпя голямо демографско увеличение, което довежда до разширяване на територията на града и до важно промишлено развитие, демонстрирано от успеха на компании за козметика Палиери, за парфюми Гандини и най-вече Борсалино, чието производство на характерни филцови шапки става известно в целия свят. През 1891 г. е открит новият мост над река Танаро, изграден от тухли и камък. На 25 юли 1899 г. Алесандрия става първата столица на италианската провинция, която се управлява от съвет със социалистическо мнозинство.
По време на Втората световна война градът претърпява многократни тежки въздушни бомбардировки, а синагогата му е ограбена и частично разрушена.
След войната Алесандрия следва съдбата на Северна Италия, като първоначално преживява това развитие и онази форма на благосъстояние, която се разпространява на север с икономическия бум. Градът е разтърсен и от политическите новинарски събития, които окървавяват Италия през 70-те години: на 9 и 10 май 1974 г. бунт в затвора завършва трагично със 7 убити и 14 ранени: този епизод е запомнен като „Александрийското клане“. Освен това във ферма близо до града са проведени първите срещи на групата Червени бригади и е извършено отвличането на индустриалеца Виторио Валарино Ганча на 4 юни 1975 г.
На 6 ноември 1994 г. Алесандрия е тежко засегната от сериозно наводнение на река Танаро, което засяга големи жилищни райони (особено кварталите Орти, Роверето, Боргольо, Борго Читадела, Астути и Сан Микеле) и различни селца, причинявайки смъртта на единадесет души.
През 1998 г. градът става седалище, заедно с Новара и Верчели, на Университета „Амедео Авогадро" на Източен Пиемонт . През 2001 г. е открит нов мост над Танаро – мостът „Тициано“. Мостът „Цитадела“ също е изграден отново през 2016 г.
Историята на основаването на Алесандрия и предизвикателствата, свързани с града по време на управлението на Фридрих Барбароса в Северна Италия, са разгледани от Умберто Еко в роман „Баудолино“.

## Икономика
Селското стопанство, практикувано от голям брой земеделски компании и характеризиращо се с добра производителност, е свързано с отглеждането на зърнени култури, пшеница, зеленчуци, фураж, грозде и други плодове. Занимава се също с отглеждане на говеда, свине, овце, кози, коне и птици. Индустриалните сектори включват хранително-вкусова промишленост, опаковки, кожени изделия, обувки, дървообработване, хартиена, гумена и пластмасова промишленост, химическа, металургична, механична, бижутерска и златарска промишленост, строителство. Развити са и занаятчийските дейности, особено в областта на производството на сребърни предмети, в които се поддържа древна традиция. Третичните дейности са тези, на които се основава предимно местната икономика; добрата търговска мрежа се поддържа от по-квалифицирани услуги като банкиране, застраховане, недвижими имоти и ИТ консултации, както и радио и телевизионни дейности.

## Забележителности
Центърът на града се характеризира с големия площад Пиаца дела Либертà, бивш Платеа Майор. Плацдармът, желан от Наполеон, е получен чрез разрушаването през 1803 г. на древната катедрала от XII век „Свето Петър“ с разширение от XIII век от архитекта Руфино Ботино от Казале. В началото на 2000-те г. част от руините от основите са извадени на светло за задълбочени проучвания и след това са покрити. В центъра му стои статуята на Урбано Ратаци, дело на Феручо Поцато, която замества по-старата отливка от Джулио Монтеверде, разрушена, за да получи метал през 1943 г. по време на Втората световна война.

### Градска архитектура
- Палациум Ветус (Palatium Vetus): една от най-старите сгради в града. На централния градски площад „Пиаца дела Либертà“. Построен около 1170 г. Служи като бролето[N 2] през XIII и XIV век е център на политическия, административен и съдебен живот на средновековната комуна. След много превратности през 1856 г. Община Алесандрия го отстъпва на Италианската държава, която създава там караулната сграда на командването на дивизията. До 1995 г. сградата е домакин на гарнизона и военния окръг, а от 2012 г. е седалището на Фондация „Спестовна каса на Алесандрия“, която изцяло финансира нейното възстановяване.
- Кметство (Palazzo del Municipio) или Червен дворец по цвета на фасадата: построен през XVIII век, той има специален часовник с три циферблата (в горната част е петелът, откраднат от народа от Алесандрия от Казале Монферато през 1225 г.). Разрушен от военните бомбардировки през 1944 г., днешната сграда е резултат от последваща реконструкция.
- Дворец „Гилини“ (Palazzo Ghilini): построен от Томазо Отавиано Антонио Гилини – маркиз от едноименната фамилия, е седалище на администрацията на провинцията и префектурата. Проектиран е от Бенедето Алфиери през 1733 г. с ценни барокови форми, считан за най-красивия и монументален в града.
- Дворец „Кутика ди Касине“ (Palazzo Cuttica di Cassine): бъдещ дом на Градския музей и бивш дом на Държавната музикална консерватория „Антонио Вивалди“, а преди това на Музикалната гимназия.
- Дворец „Гуаско“ (Palazzo Guasco): разположен на едноименната улица, неговата история датира от първите векове след основаването на града. Сегашното оформление датира от XVIII век. В дясното крило на сградата се помещават някои отдели на администрацията на провинцията: Дирекцията за икономика и развитие на Провинция Алесандрия (която включва Министерството на културата и Министерството на туризма), Провинциалната библиотека на местното издателство, Института за Историята на съпротивата и съвременното общество и Галерията за модерно изкуство. В очакване на реставрация на някои зали от двореца, които запазват архитектурната структура от XVIII век. Лявото крило на сградата обаче е частна собственост. Заслужава да се отбележи малкият театър, който не е отворен за обществеността, разположен в частното крило. В новия политически климат, създаден след Утрехтския мирен договор, Александрия намира нови идеи и нови стимули за социалния живот на града. В този контекст маркиз дон Филипо Гуаско Галарати ди Солерио решава да включи малък обществен театър в своя дворец „Гуаско“. Така се ражда първият градски театър. На 27 март 1729 г. кралят на Сардиния Виктор Амадей II Савойски предава кралските патенти за откриването и управлението на неговия театър на маркиз Гуаско. През септември същата година, в присъствието на престолонаследника принц Карл Емануил Савойски, театърът е официално открит с голямо оперно представление. През 1766 г. неодобрението на буржоазията и духовенството към театъра в крайна сметка уморява маркизите на Солерио. През тази година се състои последното представление – „Семирамида“ на Пиетро Метастазио, след което театърът е окончателно закрит и маркизите предават кралските патенти на декурионите, за да могат да бъдат използвани повторно за Общинския театър, който ще бъде построен в бъдеще.
- Дворец „Дал Поцо“ (Palazzo dal Pozzo): на пл. „Санта Лучия“, той е от XVIII век в чисто бароков стил. Седалище от 1868 г. на кръга Società del Casino от 1862 до 1868 г., за няколко десетилетия на Нотариалния архив и от 1962 до 1982 г. отново на кръга.
- Триумфална арка (Arco di trionfo): разположена в края на ул. „Данте“. Построена е през 1768 г. в памет на посещението на Виктор Амадей III Савойски и Мария-Антония Бурбон-Испанска. Това е рядък пример за арка от XVIII век.
- Дворец „Прати ди Рованяско“ (Palazzo Prati di Rovagnasco): построен в средата на XVIII век по поръчка на маркиз Карло Джачинто Прати. Сградата е реновирана и частично променена след Втората световна война и е разпределена на три етажа, които се разгръщат с U-образен план около централен двор: основно тяло с изглед към улица XXIV Maggio и две странични крила по улица „Джузепе Верди“ и улица „Сан Джакомо дела Витория“. Типичните декоративни елементи на бароковия стил са сведени според вкуса, ориентиран, подобно на съвременните му сгради, до формите на класическа строгост, дотолкова че дворецът може да се счита за най-строгия от благородническите резиденции от XVIII век в Александрия.
- Вила Гуерчи (Villa Guerci), от XIX век
- Галерия „Гуерчи“ (Galleria Guerci): „пасаж“ със стъклен покрив, който се свързва през Сан Джакомо дела Витория с улица „Сан Лоренцо“. Дължи името си на Джовани Гуерчи – предприемач и строител от Алесандрия, който го издига през 1895 г. Възстановен е през 1948 г. след щетите, претърпени от въздушните нападения през 1945 г.
- Мост „Цитадела“ (Ponte Citadella): наречен така поради своята история и стратегическо значение, той е главният мост в Алесандрия, който обединява двата градски бряга на река Танаро. През август 2009 г. третият мост в историята на града от основаването му, открит през 1891 г., е съборен. Мостът от 1891 г. замени по-стар покрит каменен мост, открит през 1455 г., който на свой ред замени оригинален дървен мост. През 1996 г. община Александрия възлага на архитекта Ричард Майер да проектира нов мост с един участък. Сегашният е открит на 23 октомври 2016 г.
- Дворец „Монферат“ (Palazzo del Monferrato): разположен на улица „Сан Лоренцо“. Построен е през 1932-1933 г. по проект на торинския архитект Джовани Шевале като седалище на Търговската камара до 2001 г. и в момента е дом на художествени и живописни изложби.
- Противотуберкулозен диспансер и областна хигиенно-профилактична лаборатория (Dispensario antitubercolare e Laboratorio provinciale di igiene e profilassi): произведенията на арх. Иняцио Гардела, създадени между 1934 и 1939 г., се считат за шедьоври на Италианската рационалистична архитектура.
- Пощенска палата (Palazzo delle Poste): построена между 1939 и 1941 г. в чисто рационалистичен стил, тя е украсена с красива 38-метрова мозайка от Джино Северини на фасадата.
- Дом Борсалино (Casa Borsallino): дело на архитект Иняцио Гардела, проектиран между 1949 и 1951 г. и построен през 1952 г.
- Правосъдна палата (Palazzo della Giustizia), построен през 1939 - 1940 г.

- Общински театър (Teatro municipale)ː построен в кметството на града, т. нар. Червен дворец. Все още може да се види фоайето на театъра, където се помещава Службата за връзки с обществеността. Кралските патенти и привилегии, характерни за Театър „Гуаско“, са прехвърлени на Общинския театър. Полагането на първия камък е на 6 септември 1772 г., а три години по-късно архитектът Джузепе Казели предава ключовете на новия театър на града. Вечерта на 17 октомври 1775 г. за първи път се вдига завесата на Общинската зала. От сцената можеш да се любуваш на перфектния полукръг на залата, подреден под формата на подкова с четири нива кутии и малка галерия над тях. Театърът има около 1500 места. Операта, избрана за откриващата вечер, е сериозната опера „Антигона“ с либрето на Г. Рокафорте и музика на Джузепе Фердинандо Бертони. Интересно е да се отбележи, че кутиите са закупени от най-значимите по богатство, социално и политическо положение александрийски семейства. На 28 юни 1775 г. 88-те налични кутии са изтеглени чрез жребий и разпределени от градския управител на 60-те купувачи. Съществува списък, датиращ от битката при Маренго по време на Наполеоновия период, на собствениците на ложите на Общинския театър, запазен в Държавния архив на Алесандрия. Един от най-известните диригенти на XIX век, който краси подиума на общинската зала на Алесандрия, е маестро Антонино Палминтери. Животът на театъра завършва през 1944 г., когато по време на бомбардировките на 1 май театърът и свързаното с него крило на сградата на кметството са непоправимо застрашени от пожар.

- Палациум Ветус
- Червеният дворец (Кметство)
- Часовникът и петелът на Кметството
- Палацо „Гилини“
- Дворец „Кутика ди Касине“
- Дворец „Гуаско“
- Дворец „Дал Поцо“
- Триумфална арка
- Дворец „Прати ди Рованяско“
- Галерия „Гуерчи“
- Фасада и камбанария на църквата – дело на Иняцио Гардела в Реабилитационен блок „Борсалино“
- Пощенска палата
- Мост „Цитадела“ преди разрушаването му през 2009 г.
- Нов мост „Майер“ на река Танаро

### Религиозна архитектура
- Катедрала „Свети Петър“ (Cattedrale di San Pietro): древна катедрала на Александрия, построена по същото време като основаването на града. Повече от 600 години, с разрушавания, реновации, разкрасявания и презастроявания, е основният крайъгълен камък на александрийската градска, религиозна и гражданска структура. Катедралата е разрушена през 1803 г. по заповед на Наполеон Бонапарт[15]
- Катедрала „Св. св. Петър и Марк“ (Cattedrale dei Santi Pietro e Marco): почти в непосредствена близост до пл. „Либертà“, където се е намирала старата катедрала, е малкият и елегантен катедрален площад с новата неокласическа катедрала, построена между 1807 и 1810 г., след това преустроена между 1874 и 1879 г. Запазва статуята вътре в дървена статуя на Дева Мария от Салве. От лявата страна на фасадата изпъква Галяудо,[N 3] който държи сирене от Лоди – романска скулптура, изобразяваща александрийския герой, който според легендата се е отличил по време на обсадата на Фридрих I Барбароса. Има много висока и внушителна камбанария в еклектичен стил от дясната страна на катедралата, построена няколко пъти между последното десетилетие на XIX век и 1922 г.; със своите 106 метра височина тя е третата по височина в Италия след камбанарията на Мортеляно и Торацо на Кремона. Камбанарията има пет камбани в do3 мажор.
- Църква „Успение Богородично“ (Chiesa della Beata Maria Vergine Assunta)
- Църква „Пресвета Богородица на милосърдните дела“ (Chiesa della Beata Maria Vergine delle Grazie)
- Църква на градските гробища
- Църквата на Непорочното сърце на Мария (Chiesa del Cuore Immacolato di Maria)
- Църква „Мария Сантисима дела Мизерикордия“ (Chiesa di Maria Santissima della Misericordia)
- Църква на Благословена Дева Мария от Монсерато (Chiesa della Beata Maria Vergine del Monserrato)
- Църква „Свети Баудолин“ (Chiesa di san Baudolino)
- Църква „Свети мъченик Гауденций“ (Chiesa di san Gaudenzio martire): католическа църква с гръцко-византийски обред, построена през 1994 г. за румънската, молдовската, сръбската, черногорската, гръцката, българската общност и за сръбското малцинство в Хърватия
- Църква „Свети Яков на победата“ (Chiesa di San Giacomo della Vittoria)
- Църква „Свети младенец Йоан Кръстител“ (Chiesa di san Giovannino): седалището на Почитаемото братство на Пресветия кръст на Алесандрия (едно от най-старите братства в града, основано през XIII век)
- Църква „Свети Евангелист Йоан“ (Chiesa di san Giovanni Evangelista)
- Църква „Свети Йосиф“ (Chiesa di san Giuseppe)
- Църква „Свети Лаврентий“ (Chiesa di san Lorenzo)
- Църква „Свети Пий V“ (Chiesa di san Pio V)
- Църква „Свети Рох“ (Chiesa di san Rocco)
- Църква „Света Мария от Кармел“ (Chiesa di santa Maria del Carmine): тя е сред най-старите църкви в град Александрия, основана от Ордена на Благословената Дева от планината Кармел през XIV век .
- Църква „Света Мария от Кастело“ (Chiesa di santa Maria di Castello): най-старата в града, датира от XII век, но с две още по-стари седименти от VIII и XIX век, разположена близо до древното селище Роверето и която смесва стилове от различни епохи в структурата си, като късно-романския на конструкцията с ренесансовия портал и вътре различни произведения от по-късни периоди (разпятие, олтар, купел, сакристия); Освен това в сутерена, който от известно време е отново отворен за обществеността, могат да се видят останките от две предишни църкви. Въпреки фазата на упадък, през последните години има забележими дейности по обновяване и статична консолидация (принос от региона Пиемонт, архитект Пиеро Тезео Саси).
- Църква „Св. Лукия“ (Chiesa di santa Lucia)
- Църква „Св св. Антоний и Блазий“ (Chiesa dei santi Antonio e Biagio)
- Църква „Св. св. Себастиан и Далмаций“ (Chiesa dei santi Sebastiano e Dalmazzo)
- Църква „Свети Стефан“. Вмъкната в градската тъкан на Борго Роверето, тя е построена през втората половина на 18 век поради разрушаването на предишна църква Санто Стефано, съществуваща в Берголио, и разрушена заедно с цялото село от 1728 г., за да освободи място за ново строителство на военната цитадела .
- Светилище на Пресвета Дева Мария от Лорето (Santuario Beata Maria Vergine di Loreto)
- Светилище на Дева Мария от Лурд (Santuario Nostra Signora di Lourdes)
- Светилище на Светото сърце (Santuario del Sacro Cuore)
- Светилище на Свети Яков (Santuario di san Giacomo)
- Църква на Пресветото име на Мария (Chiesa del Santissimo Nome di Maria)
- Църква „Света Варена“ (Chiesa di Santa Varena)
- Църква на Пресвета Богородица на молитвената броеница (Chiesa della Beata Vergine del Rosario)
- Бивш монументален комплекс „Свети Франциск“ (Ex complesso monumentale di san Francesco)
- Синагога на Александрия

- Фасада на старата катедрала „Св. Петър“
- Катедрала „Св. св. Петър и Марк“
- Църква „Успение Богородично“
- Църква на Благословена Дева Мария от Монсерато
- Църква „Сан Джакомо дела Витория“
- Църква „Сан Джованино“
- Църква „Санта Мария дел Кармине“
- Църква „Санта Мария дел Кастело“
- Църква „Св. Стефан“
- Църква на Пресветото име на Мария
- Църква на Пресвета Богородица на молитвената броеница
- Синагога

### Военна архитектура
- Военна цитадела: намира се на левия бряг на река Танаро. Това е внушителна военна конструкция, построена по проект на Иняцио Бертола, една от най-важните в света. Строителството, поръчано от Виктор Амадей II Савойски през XVIII век, налага евакуацията и разрушаването на целия квартал „Басочационе“ Притежавана от Агенцията за държавна собственост, тя може да бъде посетен благодарение на ръководствата, изготвени от FAI: има звезден план, с шест бастиона, заобиколени от ровове. Военните квартали с техните сгради от XVIII и XIX век имат забележителен архитектурно-военен интерес.
- Казарма „Валфре в Бонзо“
- Форт Бормида
- Форт Феровия
- Форт Акуи

### Други
- Чинар на Наполеон: на бившия държавен път n. 10, който свързва Алесандрия със Спинета Маренго. Едно от най-големите монументални дървета в Италия. Легендата разказва, че е засадено през 1800 г. след победата над австрийците в битката при Маренго. Чинарът от вида „Западен чинар“ е висок 48 метра и има обиколка в основата на ствола над 8 метра. Изглежда, че до началото на XX век все още е имало пет оцелели примера за цялостен булевард, който минава от портите на Алесандрия до Маренго.[16] Това са координатите на чинара: +44° 54' 28.17", +8° 38' 23.70".

## Образование
- 29 детски градини[17]
- 25 начални училища, от 1-ви до 5-и клас вкл.[17]
- 8 средни училища от първа степен, от 6-и до 8-и клас вкл.[17]
- 19 средни училища от втора степен, от 9-и до 12 клас вкл. (8 лицея, 5 технически института, 5 професионални института и 1 експериментален институт (до 11 клас))[17]
- Университет на Източен Пиемонт (три от седемте катедри, съставляващи университета, се намират тук, а останалите са в Новара и Верчели)
- Филиал на Политехническия университет на Торино.

## Култура

### Библиотеки
- Градска библиотека „Франческа Калво“, основана през 1806 г.
- Александрийска държавна архивна библиотека, основана през 1940 г.
- Епархийска библиотека на Епископската семинария, създадена от епископа на Алесандрия Джузепе Томазо де Роси между 1774 и 1776 г., отворена както за семинаристи, така и за писатели от периода, като по този начин се превръща в публична библиотека.
- Библиотека на Държавната музикална консерватория „Антонио Вивалди“, основана през 1941 г.
- Библиотека на Института за история на съпротивата и съвременното общество в провинция Алесандрия, основана през 1978 г., разположена вътре в Дворец „Гуаско“
- Библиотека на археологическата група на Долен Пиемонт, основана през 1990 г.
- Библиотека на Департамента за наука и технологични иновации и Департамента по правни и икономически науки на Университет „А. Авогадро на Източен Пиемонт“, основан през 1993 г.
- Библиотека на театралната компания Алесандрия, основана през 1986 г.
- Библиотека на градската болница „Св. св. Антонио и Биаджо“, основана през 1902 г.[18], разположена вътре в Градската болница
- Народна библиотека „Серафино Бруна„, основана през 1914 г.

### Музеи
- Градски музей: отворен отново на новото място в Дворец „Кутика ди Касине“, той съхранява, наред с други неща, два фламандски гоблена с фина изработка, датиращи от XVII век, интересен полиптих на Коронацията на Богородица от Гандолфино да Рорето, свещените одежди на папа Пий V и хоровете, предназначени за манастира „Санта Кроче“ в Боско Маренго, които той самият поръчва, археологическа колекция от предримския и римския период и произведения, посветени на Наполеон Бонапарт и битката при Маренго.
- Етнографски музей „Гамбарина“
- Научен театър, съставен от две секции: Музей на природните науки и Планетариум[19]
- Музей „Маренго“, посветен на битката при Маренго
- Музей на желязото
- Музей на шапките Борсалино, разположен в Дворец „Борсалино“, в чиято стая за проби се помещават всички образци на шапки, произведени от компанията от 1857 г. до днес.
- Музей на велосипедите в Алесандрия (AcdB) в Дворец „Монферат“, посветен на историята на колоезденето в града и на шампионите, които са започнали да се състезават тук.

### Театри
- Общински театър (Teatro comunale): на виале „Либертà“, построен между 1969 и 1978 г. на мястото на стария театър „Вирджиния Марини“, повреден от бомбардировките през Втората световна война и разрушен през 1965 г., Има приблизително 1200 места в основната зала, както и две вторични зали: Зала „Фереро“ и Зала „Дзандрино“  Затворен е като предпазна мярка на 2 октомври 2010 г. поради замърсяване от азбестов прах. Към днешна дата сред залите на структурата е достъпна само Зала „Фереро“.
- Александрийски кино-театър, основан 1966 г.
- Кино-театър „Амбра“
- Социален ателие-театър, основан през 2008 г. в бивша пожарна

### Консерватория
Алесандрия е дом на Държавната музикална консерватория „Антонио Вивалди“. Създадена е като безплатно музикално училище на 30 декември 1858 г., благодарение на подкрепата на тогавашната общинска администрация. Около 1880 г. училището е разширено и на 16 ноември 1892 г. Градският съвет създава правилник в 58 члена, името е променено на Училище за музика и хорово пеене. На 4 април 1928 г. се трансформира в Civic Liceo Musicale и през 1955 г. се премества в крило на Дворец „Кутика ин Касине“. Започвайки от учебната 1969/70 г., тя става Държавна консерватория с прикрепено средно училище.

## Гастрономия
Представителните ястия на град Алесандрия, в допълнение към традицинните пиемонтски ястия, са:
- rabatòn: рулца от спанак, рикота и билки, сварени в гореща вода и след това запечени със сирене, масло и градински чай
- Пиле Маренго: пиле, подправено с речни скариди и яйца, чието име произлиза от известната битка при Маренго
- Фарината (наричана още bela cauda) –  торта от нахут от древен генуезки произход, разработена тук благодарение на интензивната връзка между равнината и морето.

Сред характерните сладкиши, които получават общинското наименование за произход (De.CO), са Lacabòn, базиран на мед и яйчен белтък, продаван по време на празника на Света Лукия и Свети Антоний, канончини и биня, трюфели и амарети, сладка полента от Маренго, меардини и галиноти с ром, мандругин, нугатели, албанска торта и пъленка.

## Транспорт
- Пътищаː  градът се обслужва от магистрали A21 и A26, със съответните пунктове за плащане на такси, наречени Алесандрия Ест, Алесандрия Овест и Алесандрия Суд, както и от държавния път 10 Падана Инфериоре, от държавния път 35 bis dei Giovi и от провинциалния път 83.
- Железнициː Гара Алесандрия е важен център на железопътната линия Торино-Генуа и крайна точка на линиите до Пиаченца, Новара, Павия, Кавалермаджоре, Овада и Сан Джузепе ди Кайро. Гарата се обслужва от регионални влакове, управлявани от Трениталия като част от договора за услуги, сключен с регионите Лигурия и Пиемонт, и от влакове на дълги разстояния, също организирани от Трениталия. Има и по-малки съоръжения, които обслужват подселищата[6] Канталупо, Сан Джулиано, Спинета и Валмадона.
- Летищаː Летище Алесандрия се намира северно от града, кръстено е в памет на командира Масимо Бовоне и е оборудвано с тревна писта с дължина 640 m. Не извършва редовни пътнически услуги.
- Градска мобилностː градът се обслужва от мрежа от автобусни линии, управлявани от компанията AMAG Mobilità-Linee.

## Спорт

### Футбол
Алесандрия е един от първите градове, които виждат раждането на футболни отбори в края на 19 век. Основният футболен отбор на града е УС Алесандрия 1912, роден през 1912 г., с характерен сив екип. Той играе домакинските си мачове на стадион „Джузепе Мокагата“ в Спалто Роверето. Отборът, след икономически неблагоприятен период, се озовава в Серия С, но може да се похвали с почтено минало: наред с други неща той е близо до спечелването на скудетото през 1927-1928 г. и участва през 1929-1930 г. в първи шампионат на Серия А, завършвайки шести. Шампиони като световните шампиони Луиджи Бертолини и Джовани Ферари израстват в отбора, както и Адолфо Балончери и носителят на Златната топка Джани Ривера. През сезон 2007-2008 Алесандрия Калчо, първи в таблицата в група А на Серия D, постига целта за промоция в Серия С, спечелвайки шампионата с 6 дена предварително. През сезон 2008-2009, въпреки че не успява да премине през плейофите, след дълъг период на върха на таблицата C2, той се възползва от ripescaggio и получава нова промоция.
Алесандрия също е дом на женски футболен клуб A.C.F. Алесандрия, който играе много сезони в Серия A2 и Серия B, и двата в различни периоди във второто ниво на италианския шампионат. В града през 1933 г. е сформиран женски отбор, където обаче играчите са подкрепяни само от един мъж за ролята на вратар – момче, което не може да бъде на повече от 15 години.
От тази група футболистки, които са възпрепятствани да продължат своята футболна дейност през ноември 1933 г., е Амелия Пичинини, която става една от първите италиански рекордьорки в петобоя.

### Колоездене
Градът има голяма традиция в колоезденето: първият велосипед е донесен в Италия именно в Алесандрия от индустриалния пивовар Карло Мишел, идващ от Парижкото международно изложение от 1867 г. През 1876 г. броят на ентусиастите за новото транспортно средство нараства толкова много че е препоръчано създаването на Дружество по колоездене (след това Колоездачен клуб на Алесандрия). Организирани са Голямата награда на град Алесандрия и множество състезания на писта. Новата писта с повдигнати завои е построена през 1890 г. на Порта Савона. След генералния план от началото на ХХ век тя е премахната. Името „Писта“ обаче остава за целия квартал.
Големи шампиони като Костанте Джирарденго, Фаусто Копи, Джанкарло Мартини и Джорджо Дзанканаро израстват в Алесандрия. Алесандрия е мястото на пристигане на етапа на Обиколката на Италия шест пъти: първият през 1929 г., последният през 1984 г. През 1956 г. и 1967 г. първият етап на "корса роза" пристига там. В други две издания, през 1979 г. и 2006 г., Алесандрия е домакин на обиколката като начална точка на етапа.
Етапи от Обиколката на Италия с пристигане в Алесандрияː
- 1929 13-ти етап Парма-Алесандрия, спечелен от Марио Бианки
- 1956 1-ви етап Милано-Алесандрия, спечелен от Пиерино Бафи
- 1964 18-ти етап Санта Маргарита Лигуре-Алесандрия, спечелен от Бруно Меали
- 1967 1-ви етап Тревильо-Алесандрия, спечелен от Джорджо Дзанканаро
- 1968 6-ти етап Санремо-Алесандрия, спечелен от Хосе Антонио Момене
- 1984 14-ти етап Леричи-Алесандрия, спечелен от Серджо Сантимария

### Американски футбол
Първият отбор от 1983 г. е Сейнт Джордж Найтс. Името по-късно е променено на Найтс (Рицари) и накрая от 2001 г. то става Центуриони Алесандрия (Centurions Alessandria). Отборът играе в Серия B и в шампионата CIF9, достигайки до плейофите през 2012 г. През 2013 г., с преустановената дейност на Центурионите, американският футбол остава в града под името Беърс. Отборът тренира на общинския терен на Кастелчериоло.

### Баскетбол
Делта Баскет 92 – женски баскетболен отбор, участва в Еврокъп през 2002 г., като по този начин става първият отбор от Алесандрия, който играе в европейско състезание от високо ниво. Историята на компанията обаче приключва през 2004 г. с фалит. 
В края на 1970-те г. мъжкият баскетбол също има успех с пристигането на Суперга Алесандрия в Серия А2 (1978), трениран от Масимо Мангано. По това време на Алесандрия липсва подходяща спортна зала и отборът трябва да играе навън поне 3 или повече сезона (чакайки одобрение и след това изграждане на спортната зала). Новата спортна зала Талиерчо в Местре, която току-що е построена, също е посещавана, както и отборът и много силният младежки сектор, многобройните зрители и другите предимства на този отбор на Местре, който обаче изпада в Серия B след плейоф, поради което клубът Алесандрия избира сливането с тази компания, прехвърляйки отбора и правата за участие в шампионата А2 на Баскет Местре. Основният александрийски баскетболен отбор играе в шампионата на DNB – четвъртото ниво на националния баскетбол.

### Волейбол
Алесандрия също има своя волейболна традицияː той е домакин на първия домакински мач на мъжкия национален отбор на 16 юли 1948 г. и абсолютния дебют на женския национален отбор на 7 април 1951 г. В продължение на няколко години градът е  седалище на Националната волейболна лига Серия Б. В началото на 50-те г. Борсалино Волейбол се доближава няколко пъти до спечелването на шампионата за мъже. Женският отбор, Савес, също на косъм изпуска титлата в лигата в началото на 60-те г. Матео Мартино - волейболист от италианския национален отбор, е от Алесандрия.

### Ръгби
Алесандрия е дом на APD Ръгби Алесандрия – италиански клуб по ръгби-15. Основан през 1946 г. като Аудаче-Мино и преименуван през 1971 г. на Дополаворо феровиарио Ръгби Алесандрия, той изживява най-важния си период през 50-те г., когато достига Серия А. След различни перипетии в по-долните дивизии той играе в пиемонтската група на Серия C. Той играе вътрешните си мачове на терена „Дополаворо Феровиарио“, а екипът му е сив.

### Автомобилизъм
В началото на 20. век, в зората на автомобилизма, град Алесандрия е сред първите домакини на състезание за скорост за автомобили: т. нар. „Писта на Алесандрия“ се провежда непрекъснато между 1924 и 1930 г., когато трасето се разгръща по пътен маршрут от приблизително 32 km и спорадично между 1931 и 1950 г., по различни и определено по-къси маршрути, вариращи по дължина от 3 до 8 km, за общо тринадесет издания. През 1928 г., по време на квалификационните тестове за състезанието, след излитане от пътя зад волана на своето Бугати, шампионът от Торино Пиетро Бордино, един от най-силните пилоти на времето, известен на публиката с прозвището „Червеният дявол“, губи живота си заедно със своя механик и навигатор Джани Лазанье. В негова памет състезанието приема името "Circuito Pietro Bordino" от следващото издание. През 1983 г. новороденият тогава клуб на любителите на ретро автомобили също е посветен на паметта на Бордино.
Освен това Scuderia Forti Corse (отбор за моторни състезания) е базирана в Алесандрия, основана от Гуидо Форти и Паоло Гуерчи през 1977 г. Работейки дълго време във второстепенни състезания, с добри резултати, особено между средата на 80-те и началото на 90-те години тя е известна преди всичко за участието си, с малко късмет, в две издания на световния шампионат на Формула 1, през 1995 и 1996 г.

## Събития
- Международен конкурс за класическа китара „Микеле Питалуга“ (Concorso Internazionale di Chitarra Classica "Michele Pittaluga")
- Международен музикален фестивал „Ехо. Места и музика“ (Festival Internazionale di Musica "Echos. I Luoghi e la Musica")
- Музикален фестивал PianoEchos. Международни пиано седмици в Монферато"
- Биенале на поезията в Алесандрия (Biennale di Poesia di Alessandria). Събира най-значимите италиански поети от 1981 г. насам и международни поети от 1996 г. Заключителното събитие, което включва и раздел, посветен на младите автори, се провежда всяка година през есента; в интерлюдиите се извършват редакционно-продуцентски дейности и различни културни предложения в областта на литературата.
- Историческа възстановка на битката при Маренго, през първа половина на юни. Австрийски, френски и италиански батальони от цяла Европа се завръщат един срещу друг. Събития, срещи и изложби се провеждат в града и в замъка Маренго.
- Салон на пиемонтската бисквита (Salone del Biscotto)ː основното регионално събитие в сектора, стартирало през 2005 г. в Новара. Третото издание на събитието се провежда, както и през 2006 г., в бившата Казарма „Леополдо Виалфре ди Бонцо“. Събитието е посветено на откриването на вкусовете на Пиемонт чрез работата на големи и малки занаятчии в сектора. На щандовете на изложението над петдесет изложители раздават и предлагат дегустации на посетителите. Като част от третото сладкарско събитие има токшоута, посветени на пиемонтските десерти.
- Alè Chocolateː ежегодно събитие през октомври, организирано от Община Алесандрия (Търговски отдел) в сътрудничество с различни органи и асоциации, за популяризиране и повторно лансиране на шоколада от сладкарската индустрия и местните занаяти. Целта на фестивала е да заинтересува посетителите и да развие вече вековния сектор за тази провинция. Съпътстващи събития със забележителен интерес бяха изложбата на шоколадови скулптури в Палат „Монферато“ и шоколадовите масажи, извършени с демонстрационна цел от експертен персонал.
- Салон „Сладко и солено“ (Salone del Dolce e Salato)ː панаирът на сладкото и соленото е областно събитие в хранителния сектор. Първото издание е в бившите казарми Леополдо Валфре ди Бонцо на 17 - 18 и 19 ноември 2008 г. Събитието е посветено на откриването на вкусовете на провинция Алесандрия и провинция Генуа. На щандовете на изложението изложителите предложиха на посетителите дегустации на своите специалитети.
- Международно мотоциклетно рали Madonnina dei Centauri във втората неделя на юли. Историческо мотоциклетно рали, организирано от Мото клуб „Мадонина на международните кентаври“ от Алесандрия от 1946 г. без прекъсване. Всяка година хиляди мотоциклетисти от цяла Италия и Европа се събират в града с намерението да отдадат почит на покровителката на мотоциклетистите, Мадоната на кентаврите, в светилището на Кастелацо Бормида. Уникална характеристика на това събитие е влизането на „Първите кентаври“ с техните мотоциклети, с работещ двигател, вътре в светилището по време на религиозната неделна служба, отслужена от епископа на Алесандрия, наречен „Епископ на международните кентаври“.
- Патронен празник на Свети Баудолин – 10 ноември

## Любопитно
Историята на основаването на Алесандрия и предизвикателствата, свързани с града по време на управлението на Фридрих Барбароса в Северна Италия, се разглеждат от Умберто Еко в романа му „Баудолино“.

## Побратимени градове
Алесандрия е побратимена с: 
- Алба Юлия, Румъния от 2009 г.
- Аржантьой, Франция, от 1960 г.
- Йерихон, Палестина, от 2004 г.
- Карловац, Хърватия, от 1963 г.
- Росарио, Аржентина, от 1988 г.
- Храдец Кралове, Чехия, от 1961 г.

## Обяснителни бележки
1. ↑  Диетата на Ронкаля се отнася до двете конференции, които Фридрих I Барбароса свиква през декември 1154 г. и ноември 1158 г. близо до град Пиаченца с цел да претендира за върховенството на императорската власт според corpus iuris civilis, в която по волята на императора поема функцията на законодателна власт по аналогия с максимата на Улпиан quod Principi placuit legis habet ufficiom („Това, което е угодно на княза, има силата на закон“).
2. ↑  От XI век broletto (от латинското brolo – двор или оградено поле) или arengario идентифицира оградената зона в градовете на Ломбардия, където са се провеждали градските събрания и правораздаването. По-късно терминът се използва за обозначаване на двореца на консулите, кмета и като цяло общинския дворец.
3. ↑  Gagliaudo Aulari е герой от народната традиция (и карнавална маска) на град Алесандрия. Според легендата той спасява града по време на обсадата на Фридрих Барбароса през 1174 г. Изтощени от дългата обсада, александрийците се оказват на кръстопът: да се предадат или да намерят начин да се спасят. Докато Съветът на старейшините се събира в замъка в Роверето, един обикновен човек – Галяудо, овчар и производител на сирене, им се притича на помощ и измисля хитрост. След като намира крава, той я нахранва с цялото зърно и храна, останали в града, а след това една вечер излезе от стените, за да я изведе на паша. Враговете залавят и убиват кравата, но са изумени от съдържанието на стомаха ѝ и веднага съобщават на императора за случилото се. Той незабавно вика Галяудо, за да го разпита. Старецът съобщава, че градът далеч не е на ръба да се предаде, но има толкова много запаси на разположение на александрийците, че те биха могли да устоят на обсадата още месеци. Барбароса, като научава новината, решава да вдигне обсадата. Историята е възприета от Умберто Еко в неговия роман „Баудолино“.
4. ↑  Репешажът е практика, която се прилага в някои елиминационни спортни състезания, която позволява на участниците, които с малка разлика не са успели да изпълнят квалификационните стандарти, да преминат към следващия кръг. Има различни форми на репешаж; по същество на елиминираните състезатели се дава втори шанс да се включат отново в турнира и да могат да спечелят.